# Dečno selo
Dečno selo – wieś w Słowenii, w gminie Brežice. W 2018 roku liczyła 301 mieszkańców.